# Condado de Unicoi
El condado de Unicoi (en inglés: Unicoi County, Tennessee), fundado en 1875, es uno de los 95 condados del estado estadounidense de Tennessee. En el año 2000 tenía una población de 17.667 habitantes con una densidad poblacional de 37 personas por km². La sede del condado es Erwin.

## Geografía
Según la Oficina del Censo, el condado tiene un área total de 482 km² (186,1 mi²), de la cual 482 km² (186,1 mi²) es tierra y 0 km² (0 mi²) es agua.

### Condados adyacentes
- Condado de Washington norte
- Condado de Carter noreste
- Condado de Mitchell este
- Condado de Yancey sur
- Condado de Madison suroeste
- Condado de Greene oeste

## Demografía
En el 2000 la renta per cápita promedia del condado era de $29,863, y el ingreso promedio para una familia era de $36,871. El ingreso per cápita para el condado era de $15,612. En 2000 los hombres tenían un ingreso per cápita de $30,206 contra $20,379 para las mujeres. Alrededor del 13.10% de la población estaba bajo el umbral de pobreza nacional.

## Lugares

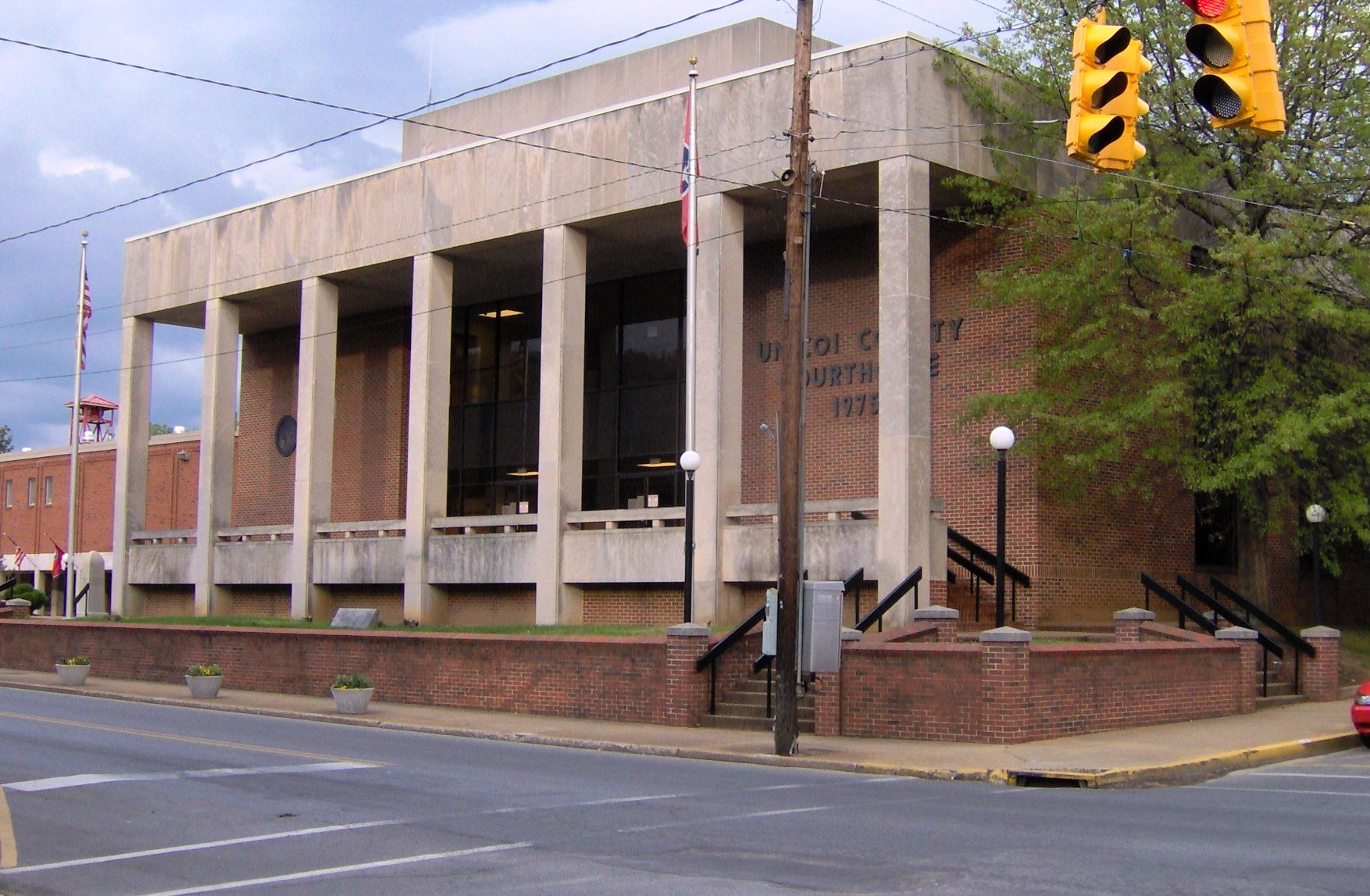
Unicoi Corte del Condado de Erwin

### Ciudades y pueblos
- Erwin
- Unicoi

### Comunidades no incorporadas
- Banner Hill
- Flag Pond